# Општина Маколе
Општина Маколе (словен. Makole) је једна од општина Подравске регије у држави Словенији. Седиште општине је истоимени градић Маколе.

## Насеља општине
| - Варош - Дежно при Маколах - Јеловец при Маколах - Ложница - Маколе - Мостечно - Печке | - Савинско - Стари Град - Стопно - Странске Маколе - Струг - Штатенберг |